# Mistrzostwa Świata w Łyżwiarstwie Szybkim w Wieloboju 1909
17. mistrzostwa świata w łyżwiarstwie szybkim w wieloboju odbyły się w dniach 27–28 lutego 1909 roku w stolicy Norwegii Oslo. Zawodnicy startowali na naturalnym lodowisku na Gamle Frogner Stadion po raz drugi (wcześniej w 1904). W zawodach wzięli udział tylko mężczyźni. Łyżwiarze startowali na czterech dystansach: 500 m, 1500 m, 5000 m, 10000 m. Po raz drugi złoto wywalczył Norweg Oscar Mathisen. O tym, które miejsca zajmowali zawodnicy decydowała mniejsza liczba punktów. Liczba punktów była identyczna z miejscem zajętym w danym biegu (1. miejsce – 1 punkt, 2. miejsce – 2 punkty itd.).

## Uczestnicy
W zawodach wzięło udział 14 łyżwiarzy z 3 krajów. Sklasyfikowanych zostało 12.
| Państwa biorące udział w mistrzostwach | Państwa biorące udział w mistrzostwach | Państwa biorące udział w mistrzostwach |
| -------------------------------------- | -------------------------------------- | -------------------------------------- |
| Imperium Rosyjskie                     | Norwegia                               | Szwecja                                |

## Wyniki
- DNS – nie wystartował

| Pozycja | Zawodnik           | Kraj               | 500 m      | 5000 m       | 1500 m       | 10000 m       | Pkt. |
| ------- | ------------------ | ------------------ | ---------- | ------------ | ------------ | ------------- | ---- |
| 01 !    | Oscar Mathisen     | Norwegia           | 45.6 (1.)  | 8:53.8 (3.)  | 2:27.4 (1.)  | 18:52.0 (6.)  | 11   |
| 02 !    | Oluf Steen         | Norwegia           | 46.0 (2.)  | 8:58.8 (4.)  | 2:30.6 (3.)  | 18:50.8 (5.)  | 14   |
| 03 !    | Otto Andersson     | Szwecja            | 49.0 (8.)  | 8:53.4 (2.)  | 2:34.2 (6.)  | 18:31.8 (2.)  | 18   |
| 4.      | Jewgienij Burnow   | Imperium Rosyjskie | 50.8 (12.) | 8:45.0 (1.)  | 2:34.4 (7.)  | 18:17.4 (1.)  | 20   |
| 5.      | Martin Sæterhaug   | Norwegia           | 46.2 (3.)  | 9:07.0 (5.)  | 2:29.8 (2.)  | 18:58.4 (10.) | 20   |
| 6.      | Magnus Johansen    | Norwegia           | 48.2 (6.)  | 9:07.4 (6.)  | 2:31.6 (4.)  | 18:48.2 (4.)  | 20.5 |
| 7.      | Sigurd Mathisen    | Norwegia           | 47.0 (4.)  | 9:10.4 (9.)  | 2:32.8 (5.)  | 19:16.4 (11.) | 29   |
| 8.      | Wäinö Wickström    | Imperium Rosyjskie | 47.8 (5.)  | 9:18.8 (11.) | 2:34.6 (8.)  | 18:56.0 (8.)  | 32.5 |
| 9.      | Trygve Lundgreen   | Norwegia           | 48.2 (6.)  | 9:17.6 (10.) | 2:35.6 (9.)  | 18:53.0 (7.)  | 32.5 |
| 10.     | Gotthard Thourén   | Szwecja            | 53.2 (13.) | 9:09.8 (7.)  | 2:39.8 (12.) | 18:37.6 (3.)  | 34   |
| 11.     | Olaf Hansen        | Norwegia           | 49.8 (9.)  | 9:10.0 (8.)  | 2:37.6 (11.) | 18:56.0 (8.)  | 37   |
| 12.     | Konrad Andresen    | Norwegia           | 49.8 (9.)  | 9:22.0 (12.) | 2:37.2 (10.) | 19:32.4 (12.) | 43.5 |
| DNS     | Gustav Pedersen    | Norwegia           | DNS        | 9:43.8 (14.) | 2:45.0 (14.) | DNS           | -    |
| DNS     | Thorleif Torgersen | Norwegia           | 50.0 (11.) | 9:39.2 (13.) | 2:44.0 (13.) | DNS           | -    |